# Olaf Holmstrup
Olaf Holmstrup (5 de outubro de 1930) é um ex-ciclista dinamarquês que participava em competições de ciclismo de pista. Foi um dos atletas que representou a Dinamarca nos Jogos Olímpicos de Verão de 1952. Ele competiu no tandem e terminou em quinto.